# Tú Lâm

Vị trí tại Hoa Liên

Tú Lâm (tiếng Trung: 秀林鄉; bính âm: Xiùlín Xiāng) là một hương (xã) của huyện Hoa Liên, tỉnh Đài Loan, Trung Hoa Dân Quốc (Đài Loan). Tú Lâm nằm trên dãy núi Trung ương và có địa hình núi cao, địa bàn bao gồm cả vườn quốc gia Thác Các Lỗ nổi tiếng. Hương phát triển mạnh về lĩnh vực du lịch và công nghiệp. Dân cư tại Tú Lâm chủ yếu là thổ dân Đài Loan. Diện tích của hương là 1641,8555 km², dân số vào tháng 8 năm 2011 là 15.128 người thuộc 4.655 hộ gia đình, mật độ cư trú chỉ đạt 9,2 người/km². Đây là hương có diện tích lớn nhất tại Đài Loan.